# 672
Évszázadok: 6. század – 7. század – 8. század
Évtizedek: 620-as évek – 630-as évek – 640-es évek – 650-es évek – 660-as évek – 670-es évek – 680-as évek – 690-es évek – 700-as évek – 710-es évek – 720-as évek
Évek: 667 – 668 – 669 – 670 –  671 – 672 – 673 – 674 – 675 – 676 – 677

## Események

### Európa
- Szeptemberben meghal Recceswinth vizigót király. A nemesség az idős, tekintélyes Wambát választja meg a helyére. Wamba katonai sikerrel akarja megerősíteni helyzetét és hadjáratot indít a baszkok ellen. Eközben Septimaniában Nîmes kormányzója, Hilderic a helyi katonaság és a zsidók támogatásával fellázad és királlyá kiáltja ki magát. Wamba római származású hadvezérét, Paulust küldi ellene.
- Meghal Cenwalh, Wessex királya. Utóda a trónon özvegye, Seaxburh; ő az egyetlen angolszász királynő aki egyedül uralkodott.
- Meghal Vitalianus pápa. Utóda II. Adeodatus.[1]
- Wilfrid yorki püspök frank építőmesterek segítségével katedrálist (Northumbria egyik első kőépületét) építtet Riponban.

### Kelet-Ázsia
- Meghal Tendzsi japán császár. Tizennégy fia közül Ótomo herceg kerül a trónra, aki a Kóbun uralkodói nevet veszi fel. Azonban néhány hónappal nagybátyja (Tendzsi öccse), Óama fellázad. Miután serege csatát veszít, Kóbun öngyilkos lesz, a diadalmaskodó Óama pedig felveszi a Tenmu uralkodói nevet.

## Születések
- Bede, angolszász szerzetes, történetíró
- II. Chilperich, frank király
- Jazíd ibn al-Muhallab, arab hadvezér és államférfi

## Halálozások
- január 7. - Tendzsi, japán császár
- január 27. - Vitalianus, római pápa[1]
- március 2. - Merciai Chad, angolszász püspök
- augusztus 21. - Kóbun, japán császár
- Recceswinth, vizigót király
- Cenwalh, wessexi király

## Fordítás
- Ez a szócikk részben vagy egészben  a(z)   672 című angol Wikipédia-szócikk ezen változatának fordításán alapul.  Az eredeti cikk szerkesztőit annak laptörténete sorolja fel. Ez a jelzés csupán a megfogalmazás eredetét és a szerzői jogokat jelzi, nem szolgál a cikkben szereplő információk forrásmegjelöléseként.